# Kecskés Lajos
Kecskés Lajos (Budapest, 1937. október 23. –) magyar szobrászművész.

## Életpályája
Elemi iskolai tanulmányait Pilisen végezte el. 1952–1956 között a Budapesti Művészeti Gimnázium diákja volt, ahol Martsa István oktatta. 1957–1962 között a Magyar Képzőművészeti Főiskola hallgatója volt; itt Mikus Sándor és Pátzay Pál voltak mesterei.

## Szobrai
- Jancsi-vitéz (Ózd, 1969)
- Schneider Lajos (Mohács, 1971)
- Ujhelyi Imre portrédomborműve (Mosonmagyaróvár, 1973)
- Fiú csigával (Budapest, 1978, 2015-ben áthelyezve)

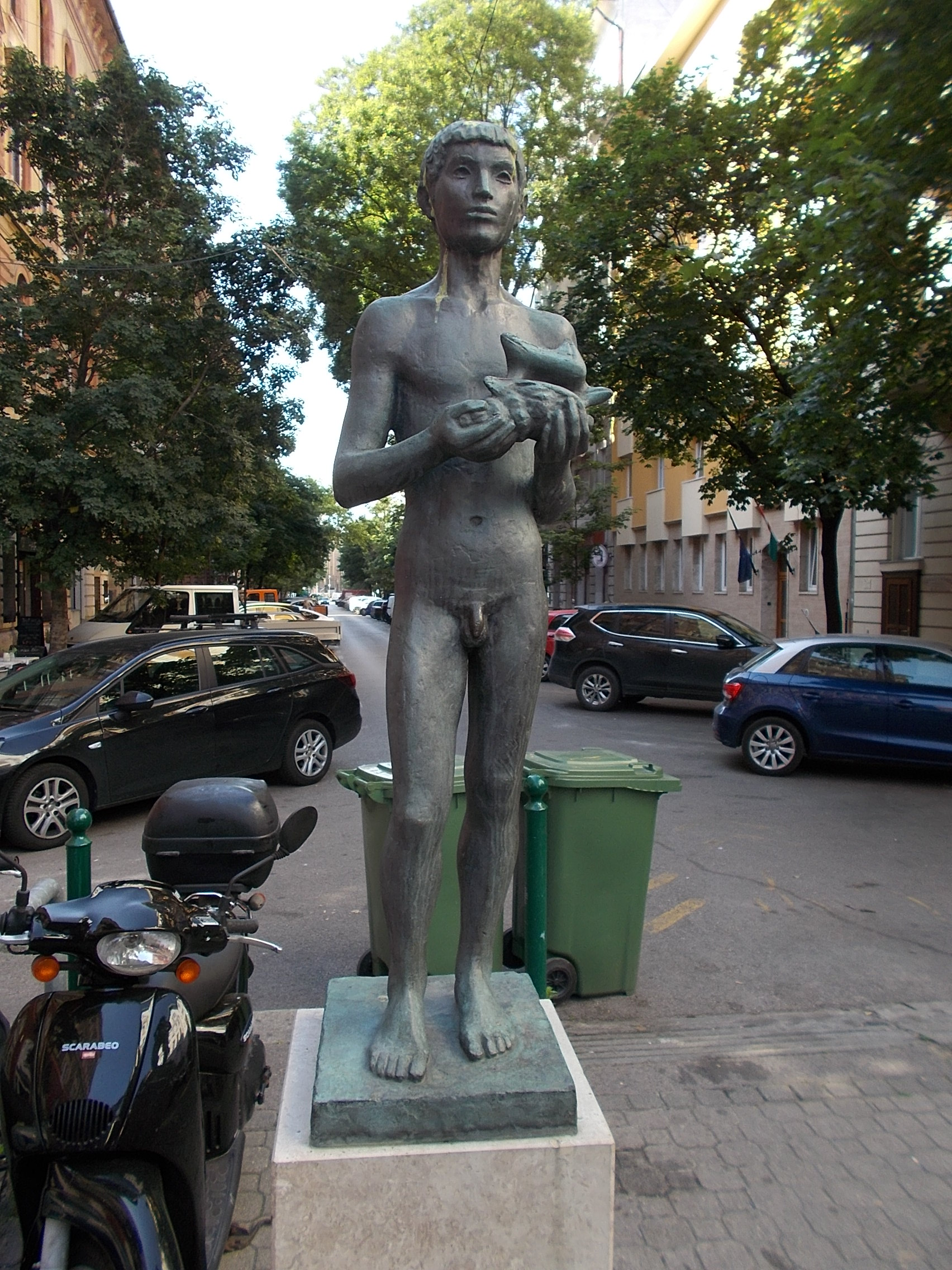
Fiú csigával

- Leányka-szobor (Budapest, 1978, 2015-ben áthelyezve)

- Álló nő (Pilis, 1983)

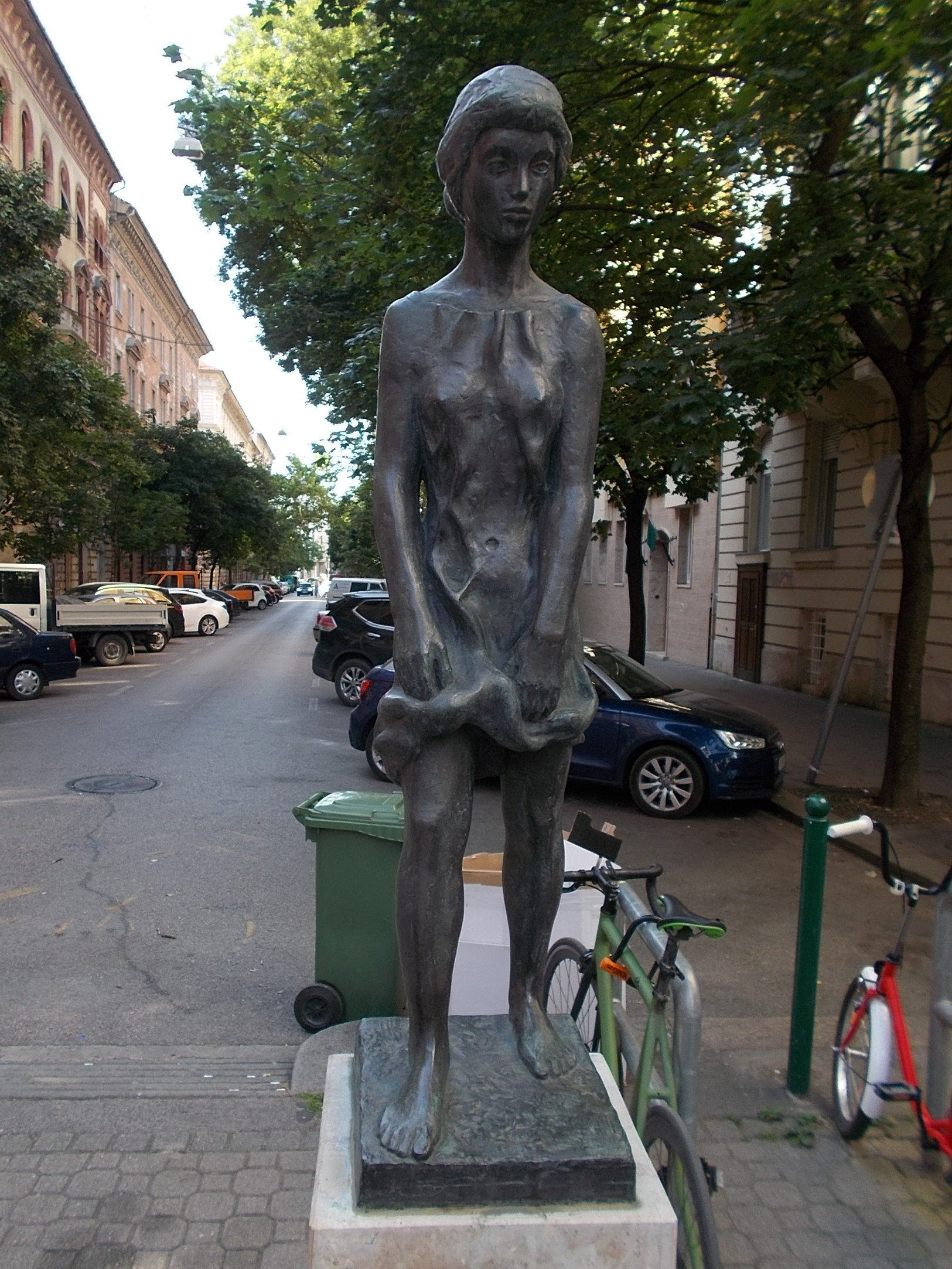
Leányka-szobor

- A világháborúk áldozatai emlékére (Kőröstetétlen, 1993)

## Kiállításai

### Egyéni
- 1979 Budapest, Újpest
- 1988 Kisbér

### Válogatott, csoportos
- 1978 Budapest